# Vlajka Somalilandu

Somalilandská vlajka
Poměr stran: 1:2

Vlajka Somalilandu, de fakto nezávislého, ale neuznaného státu na území severního Somálska, je tvořena listem o poměru stran 1:2 se třemi vodorovnými pruhy: zeleným, bílým a červeným. V zeleném pruhu je bílým písmem šaháda, v bílém je černá, pěticípá hvězda.
Vlajka obsahuje panarabské barvy. Šaháda je islámské krédo neboli vyznání víry, které patří k pěti pilířům islámu. Černá hvězda symbolizuje zánik snu o Velkém Somálsku.
Kromě panafrické symboliky mají barvy i jiný význam: zelená symbolizuje prosperitu, bílá mír a červená krev padlých hrdinů bojů za svobodu.
Vlajku Somalilandu je zakázáno vyvěšovat na půl žerdi, ani v případech úmrtí významných státníků. Je to z náboženského důvodu, konkrétně jde o náboženský text šahády, proto by bylo vyvěšování vlajky na půl žerdi neuctivým způsobem urážející islám. Osoba, která tak učiní, za to může být trestně stíhána. Obdobná pravidla se ze stejných důvodů vztahují např. na vlajku Saúdské Arábie.

## Alternativní vlajky

Příklad alternativní somalilandské vlajky

Přestože ústava stanoví, že dolní pruh má být červený, je často k vidění varianta s pruhem oranžovým, případně s obrácenou hvězdou v bílém poli. Obrázky vlajek na internetu jsou někdy v nesprávném poměru přibližně 2:3.

## Historie
Vlajka byla zavedena 14. října 1996 po schválení Národní konferencí.